# Margaret Osborne duPont
Margaret Osborne duPont (4. marts 1918 i Joseph, Oregon - 24. oktober 2012 i El Paso, Texas) var en amerikansk tennisspiller, der i løbet af sin karriere vandt i alt 37 titler, heraf flere Grand Slam-turneringer.
Hun vandt US Open-mesterskabet i mixed double ni gange (1943-46, 1950, 1956, 1958-60), og er dermed den spiller der har vundet den titel flest gange.